# Симоненко, Сергей Викторович
Серге́й Ви́кторович Симоне́нко (род. 21 ноября 1952, Борисово, Октябрьский район, Амурская область) — советский и российский военный деятель, вице-адмирал (12.06.1999). Врио командующего Северным флотом (2003—2004).

## Биография
Детство провёл в городе Белогорске Амурской области.
Против воли своего отца, Симоненко Виктора Савватьевича, в 1969 году поступил в Каспийское высшее военно-морское училище имени С. М. Кирова и окончил его в 1974 году.

### Образование
Окончил Высшие специальные офицерские классы ВМФ (1982—1983), Военно-морскую академию имени Маршала Советского Союза А. А. Гречко (1985—1987), Военную академию Генерального штаба Вооружённых Сил (1997—1998).
Службу проходил на Северном флоте командиром группы БЧ-1 (1974—1978), командир штурманской боевой части (1978—1980), помощник командира РПК СН (1980—1983), старшим помощником командира по боевому управлению СПК по БУ, СПК подводной лодки «К-424» (1983—1985), слушатель военно морской академии (1985—1987), командир рпк СН (1987—1989), заместитель командира дивизии рпк СН (1989—1993), командиром (1993—1996) 31-й дивизии подводных лодок, начальником штаба (1996—1997), командующим (07.1998—2002) 3-й флотилией подводных лодок, командиром 12-й эскадры подводных лодок (2002), начальником штаба Северного флота (18.06.2002—02.08.2009). Временно исполнял обязанности командующего Северным флотом с 11 сентября 2003 по 29 мая 2004 года.
В отставке — Председатель Содружества ветеранов подводников «Гаджиево».
Контр-адмирал (1995).

## Награды
- Орден Почёта (14.01.2007)[4]
- Орден «За военные заслуги» (5.03.2001)[5]
- Орден «За службу Родине в Вооружённых Силах СССР» III степени
- Медали